# Heinrich Anton Alexander von Zur Westen
Heinrich Anton Alexander von Zur Westen, auch Heinrich Anton Alexander von Zurwesten (* 20. April 1784 in Höxter; † 27. Juni 1843 in Cosel) war preußischer Generalmajor und zuletzt Kommandant der Festung Cosel.

## Leben

### Herkunft
Seine Eltern waren Georg von Zur Westen und dessen Ehefrau Maria Judith Mertens. Sein Vater war preußischer Tribunalrat und fürstliche oranien-nassauischer Regierungsrat.

### Werdegang
Er bekam seine Schulbildung auf dem Gymnasium in Höxter. Im Jahr 1804 ging er dann als Kadett in österreichische Dienste. Von dort ging er nach dem verlorenen Vierten Koalitionskrieg am 3. März 1808 als Souslieutenant in westfälische Dienste. Er kam zunächst in das 3. Infanterie-Regiment, dann aber als Seconde-Lieutenant in das Garde-Chasseur-Bataillon. Mit dem Bataillon nahm er am Fünften Koalitionskrieg gegen Österreich teil. Im Jahr 1810 wurde er Hauptmann, Adjutant und schließlich Major im 8. Infanterie-Regiment. In Napoleons Russlandfeldzug von 1812 kämpfte er bei Wjasma sowie in den Schlachten bei Krasnoje und an der Beresina.
Mit dem Beginn des Feldzuges von 1813 wechselte er am 1. März 1813 als Hauptmann in das 2. Infanterie-Regiment der Russisch-Deutschen Legion. Er kämpfte mit der Legion in der Schlacht an der Göhrde, im Gefecht bei Neuland sowie in den Schlachten bei Wavre und Ligny. Am 1. Juli 1814 wechselte die Legion in preußische Dienste, wo er als Hauptmann mit Patent zum 7. Mai 1813 in das 31. Infanterie-Regiment kam.
Am 6. Dezember 1816 wurde er zum Major befördert und am 18. März 1820 zum Bataillonskommandeur ernannt. Am 12. November 1820 wurde er Präses der Examinationskommission für Fähnrich und auch Direktor der 8. Divisionsschule. Am 20. März 1832 erhielt er den Roten Adlerorden 4. Klasse und dazu am 30. März 1832 die Beförderung zum Oberstleutnant. Im Jahr 1833 bekam er auch das Dienstkreuz. Am 30. März 1834 wurde er dann als Oberst und zur Dienstleistung beim Kriegsministerium abkommandiert, dafür erhielt er eine Zulage von 300 Talern jährlich. Im Ministerium wurde er am 25. Oktober 1834 zum Vorsteher der Armeeabteilung ernannt, was ihm ein Gehalt von 2600 Talern einbrachte. Am 20. März 1838 ernannte ihn der König zum Kommandeur der Festung Cosel. Dort wurde er am 10. September 1840 zum Generalmajor befördert. Dazu erhielt er am 22. Januar 1843 den Roten Adlerorden 2. Klasse mit Eichenlaub. Er starb am 27. Juni 1843 in Cosel und wurde am 29. Juni 1843 auf dem dortigen städtischen Friedhof beigesetzt.
Der Generalleutnant von Natzmer schrieb 1831 in seiner Beurteilung: Zu höherem Posten ganz besonders empfehlenswert. Wissenschaftliche Bildung, klarer Verstand, fester Charakter, unermüdlicher Fleiß und Zuverlässigkeit in allen Geschäften machen ihn zu einem ausgezeichneten Stabsoffizier und ebenso zum Regimentskommandeur geeignet. Auch würde er für höhere Verhältnisse in dem Generalstab sehr brauchbar sein, hat als Direktor der Divisionsschule sich seit vielen Jahren sehr nützlich gemacht.

### Familie
Er heiratete am 8. August 1817 in Königsberg in Preußen Cölestine Aurora Niederstetten (* 4. Februar 1790; † 20. November 1843), eine Tochter des Geheimen Rates Niederstetten. Das Paar hatte mehrere Kinder:
- Cölestine Emilie Johanna Mathilde (* 10. März 1819; † Mai 1881) ⚭ Eduard von Thun (* 4. April 1802; † 25. April 1869), Premier-Lieutenant, Herr auf Wyssoka und Ober-Ellguth[1]
- Anna Marie Auguste Rosalie (* 3. Juni 1821)
- Heinrich Moritz Adalbert Hilmar (* 15. Dezember 1823), Hauptmann im 23. Infanterie-Regiment
- Klara Marie Elisabeth (* 14. Januar 1826; † 11. Januar 1835)
- Sohn (1828–1828)
- Anna Helene Charlotte (* 28. Februar 1831)

Nachdem beide Eltern gestorben waren, wurde der General Graf Brandenburg vom König zum Vormund bestellt. Für die Erziehung der Kinder stellte der König der ältesten Tochter eine Beihilfe von 200 Talern jährlich.